# براوو ایرویز
براوو ایرویز (به انگلیسی: Bravo Airways) یک شرکت هواپیمایی چارتر اوکراینی با کد ایکائو BAY است که در سال ۲۰۱۲ میلادی تأسیس شد. دفتر مرکزی براوو ایرویز در کی‌یف، اوکراین واقع شده و قطب این شرکت هواپیمایی در فرودگاه بین‌المللی بوریسپیل قرار دارد و به ۱۶ مقصد پرواز انجام می‌دهد.

## مقصدهای پروازی

### آسیا
گرجستان
- باتومی - فرودگاه بین‌المللی باتومی
- کوتائیسی - فرودگاه بین‌المللی کوتایسی
- تفلیس - فرودگاه بین‌المللی تفلیس

 ایران
- تهران - فرودگاه بین‌المللی امام خمینی

 ترکیه
- آنتالیا - فرودگاه آنتالیا چارتر
- بودروم - فرودگاه میلاس-بودروم چارتر
- دالامان - فرودگاه دالامان چارتر

### اروپا
آلبانی
- تیرانا - فرودگاه بین‌المللی مادر ترزای تیرانا چارتر

 بلغارستان
- بورگاس - فرودگاه بورگاس چارتر

 یونان
- هراکلیون - فرودگاه بین‌المللی هراکلین چارتر

 مالت
- والتا - فرودگاه بین‌المللی مالت چارتر

 مونته‌نگرو
- پودگوریتسا - فرودگاه پودگوریتسا چارتر
- تیوات - فرودگاه تیوات چارتر

 اوکراین
- خارکیف - فرودگاه بین‌المللی خارکوف
- کی‌یف - فرودگاه کیف ژولیانی پایگاه عملیاتی
- اودسا - فرودگاه بین‌المللی اودسا

## ناوگان هوایی

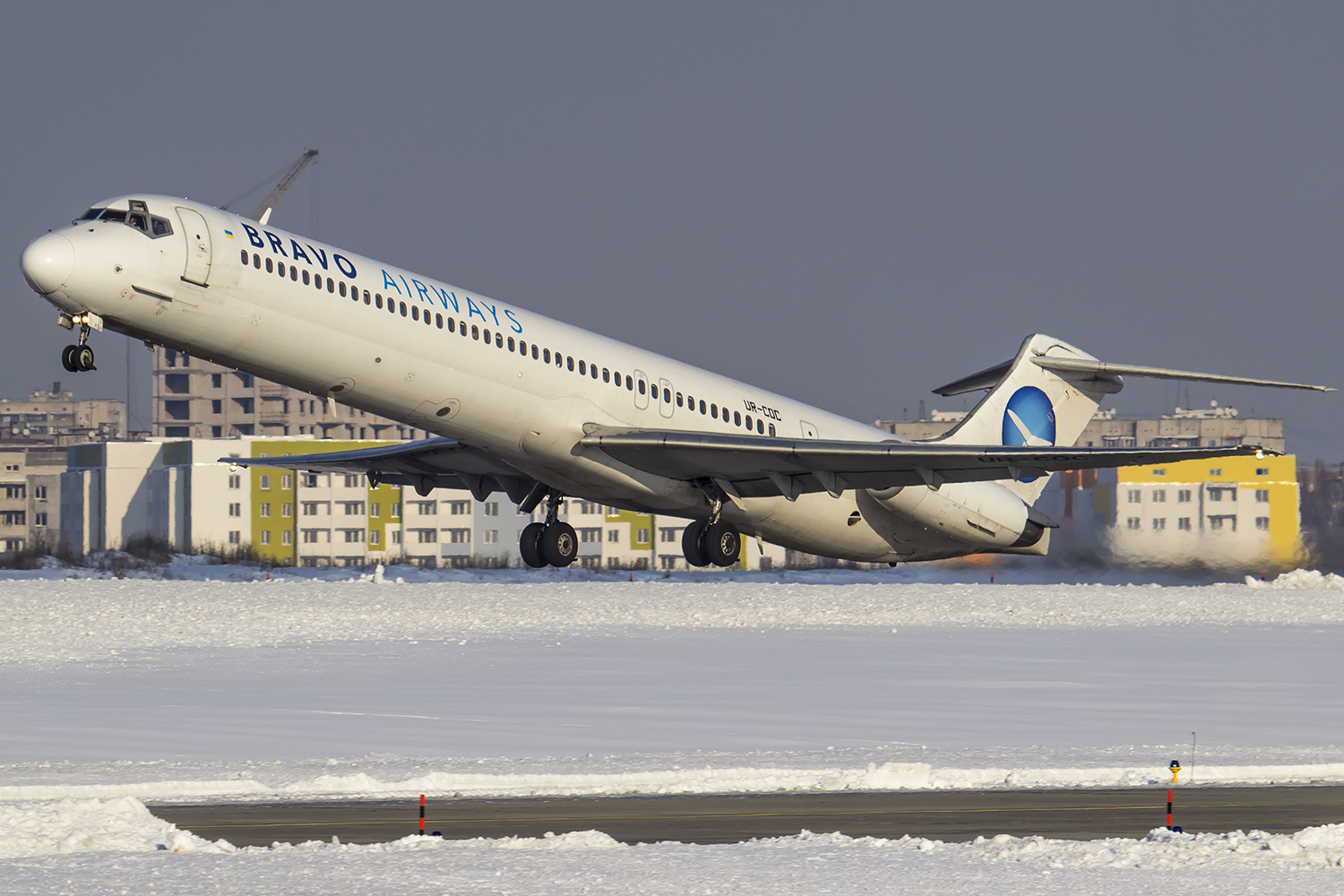
یک فروند مک‌دانل داگلاس ام‌دی-۸۰ متعلق به براوو ایرویز در حال برخاست از فرودگاه بین‌المللی خارکوف.

در ماه مه ۲۰۱۷ میلادی، ناوگان هوایی براوو ایرویز به شرح زیر است:
| هواپیما               | فعال | سفارش داده‌شده | تعداد مسافر | تعداد مسافر | توضیحات |
| هواپیما               | فعال | سفارش داده‌شده | Y           | مجموع       | توضیحات |
| --------------------- | ---- | ------------- | ----------- | ----------- | ------- |
| بوئینگ ۷۳۷ کلاسیک     | ۱    | —             | ۱۵۰         | ۱۵۰         |         |
| مک‌دانل داگلاس ام‌دی-۸۰ | ۵    | —             | ۱۶۵         | ۱۶۵         |         |
| مجموع                 | ۶    | —             |             |             |         |